# Sri Lanka Freedom Party
Die Sri Lanka Freedom Party (SLFP, singhalesisch ශ්‍රී ලංකා නිදහස් පක්ෂය śrī laṁkā nidahas pakṣaya, Tamil இலங்கை சுதந்திரக் கட்சி) ist eine der wichtigsten Parteien in Sri Lanka.
Sie wurde am 2. September 1951 von S. W. R. D. Bandaranaike gegründet, der mit seinen Anhängern die United National Party (UNP) verließ. In der Folge avancierte sie SLFP zur wichtigsten singhalesischen Oppositionspartei. Sie vertrat einen sozialistischen und singhalesisch-nationalistischen Kurs. So sah sie Nationalisierungen von Unternehmen, die Loslösung vom Commonwealth of Nations und die alleinige Einführung von Singhalesisch als Amtssprache vor. Die SLFP wurde seit ihrer Gründung lange Zeit von der Familie Bandaranaike-Kumaratunga dominiert.
Mehrfach bildete die SLFP große Wahlallianzen mit anderen linken Parteien, so die Mahajana Eksath Peramuna („Vereinigte Volksfront“) bei der Wahl 1956, die United Front (UF, „Vereinigte Front“) bei der Wahl 1970, die People’s Alliance (PA, „Volksallianz“) bei den Wahlen 1994, 2000 und 2001, sowie die United People’s Freedom Alliance (UPFA, „Freiheitsallianz des geeinten Volkes“) ab der Wahl 2004.

## Regierungen Bandaranaike (1956–1960, 1960–1965, 1970–1977)
Bei den Wahlen 1956 konnte die SLFP als führende Kraft des Wahlbündnisses Mahajana Eksath Peramuna erstmals die Regierung übernehmen. Bandaranaike wurde Premierminister, verlor jedoch durch ein Attentat 1959 sein Leben. Sein Nachfolger Dudley Senanayake konnte die Koalition nicht zusammenhalten und verlor die Parlamentswahl im März 1960. Da die UNP aber ebenfalls keine stabile Regierung bilden konnte, gelangte die SLFP schon nach kurzer Zeit wieder an die Macht. Die Witwe von S. W. R. D. Bandaranaike, Sirimavo Ratwatte Dias Bandaranaike, übernahm die Führung, gewann bei den Neuwahlen im Juli 1960 die absolute Mehrheit und wurde als weltweit erste Frau Premierministerin.
1965 verlor die SLFP jedoch die Wahlen und musste in die Opposition. Vor der Wahl 1970 ging sie mit der kommunistischen Partei und den Trotzkisten, die bereits seit 1964 an der Regierung Bandaranaikes beteiligt waren, ein Bündnis mit dem Namen „United Front“ (Samagi Peramuna) ein. Dieses Bündnis gewann bei den Wahlen 118 von 135 Sitzen, wobei die SLFP alleine 90 Sitze gewann.
Die Regierung nannte das Land von „Ceylon“ in „Sri Lanka“ um und setzte 1972 eine neue Verfassung durch, mit der Sri Lanka zur Republik wurde und aus dem Commonwealth austrat. Aufgrund ihrer singhalesisch-nationalistischen Ausrichtung rief die Politik der neuen Regierung auch den Widerstand der tamilischen Minderheit hervor.

## Opposition (1977–1994)
Nachdem die Koalition auseinandergefallen war, fiel die SLFP bei den Wahlen 1977 auf nur noch acht Sitze zurück. Einige Mitglieder spalteten sich ab und gründeten People’s Democratic Party (Mahajana Prajathanthra). Die SLFP wurde von dem Sohn der früheren Premierministerin, Anuba Bandaranaike, geführt.
1984 gründete die Tochter von Sirimavo Bandaranaike, Chandrika Bandaranaike Kumaratunga, mit ihrem Ehemann Vijaya Kumaratunga eine weitere Abspaltung, die Sri Lanka People’s Party (SLPP, Sri Lanka Mahajana Pakshaya), die zu mehr Konzessionen gegenüber den tamilischen Rebellen, die seit 1983 einen Bürgerkrieg führten, bereit war. Die Abspaltungen konnten jedoch die SLFP nicht als wichtigste Oppositionspartei verdrängen.

## Dominierende politische Kraft 1994 bis 2015/2016
In den Jahren 1994 bis 2015 besetzte die SLFP das Präsidentenamt (1994 bis 2005 amtierte Chandrika Kumaratunga und 2005 bis 2015 Mahinda Rajapaksa). Der 2015 bis 2020 amtierende Präsident Maithripala Sirisena war zwar aus der SLFP ausgeschlossen worden, wurde aber nach gewonnener Wahl erneut deren Vorsitzender.
Nach der gewonnenen Parlamentswahl 1994 konnte die SLFP als bedeutendste Kraft der People’s Alliance wieder die Regierungsgeschäfte übernehmen. Kumaratunga wurde Premierministerin. Als sie im November zur Präsidentin gewählt worden war, machte sie ihre 78-jährige Mutter erneut zur Premierministerin. Kumaratunga gewann auch die Präsidentschaftswahl 1999. Im Dezember 2001 verlor die SLFP aber die Parlamentswahl. Spannungen zwischen der Präsidentin und dem Premierminister der UNP, Ranil Wickremesinghe, führten zu dessen Entlassung und Neuwahlen am 2. April 2004. Diese gewann die SLFP als führende Partei der United People’s Freedom Alliance, die 105 von 225 Sitzen erlangte. Mahinda Rajapaksa wurde Premierminister. Dieser gewann auch die Präsidentschaftswahl am 17. November 2005, zu der Kamaratunga nicht mehr antreten durfte, mit 50,3 % gegen Wickremesinghe. Neuer Premierminister aus der SLFP wurde Ratnasiri Wickremanayake, der das Amt schon kurzzeitig von 2000 bis 2001 innegehabt hatte. Unter Rajapaksa gelang es im Jahr 2009, die LTTE (Tamil Tigers) entscheidend militärisch zu besiegen. Auf einer Popularitätswelle reitend wurde Rajapaksa 2010 mit großer Mehrheit als Präsident wiedergewählt. Die Wahl 2015 verlor Rajapaksa allerdings gegen seinen Widersacher Maithripala Sirisena. Sirisena war ursprünglich Mitglied der SLFP, wurde jedoch aus der Partei ausgeschlossen, nachdem er seine Kandidatur gegen Rajapaksa erklärt hatte. Nach gewonnener Wahl wurde er jedoch wieder in die SLFP aufgenommen und zum Vorsitzenden gewählt. Die Fraktion der Rajapaksa-Anhänger innerhalb der SLFP blieb jedoch weiterhin stark und dies führte 2016 zu einer Spaltung der SLFP, bei der diese einen Großteil ihrer Anhänger und Funktionsträger an die von Mahinda Rajapaksa neu gegründete Sri Lanka Podujana Peramuna (SLPP) verlor. Bei der Parlamentswahl 2020 gewann die SLPP nur noch einen einzigen der 225 Sitze im sri-lankischen Parlament.

## Entwicklungen nach 2020
Nach der Wahl 2020 verschwand die SLPP zunächst weitgehend in der politischen Bedeutungslosigkeit, erlebte aber ein gewisses comeback nachdem die regierende SLPP der Rajapaksa-Brüder (Mahinda Rajapaksa als Premierminister und Gotabaya Rajapaksa als Präsident) aufgrund der schweren Wirtschaftskrise, in die Sri Lanka geraten war, in Misskredit geriet. Die SLFP distanzierte sich von der SLPP, mit der sie seit 2019 alliiert gewesen war, und ging eigene Wege.
Im April 2024 kam es zu einem innerparteilichen Machtkampf in der SLFP. Der bisherige Vorsitzende Sirisena wurde am 4. April 2024 per Gerichtsbeschluss vom Parteivorsitz vorübergehend bis zum 18. April 2024 entbunden. Das Gerichtsverfahren hatte die Ex-Vorsitzende Kumaratunga  angestrengt. Kumaratunga und ihre Anhänger hatten argumentiert, dass Sirisena nach der Parteisatzung während seiner Präsidentschaft qua Amtes Parteivorsitzender gewesen sei, aber als Ex-Präsident nur noch als „Schirmherr“ (patron) der Partei amtieren dürfe. Auf Veranlassung der Kumaratunga-Anhänger wurde daraufhin Nimal Siripala de Silva durch das Politbüro der Partei zum geschäftsführenden SLFP-Vorsitzenden ernannt. Diese Ernennung erkannten die Sirisena-Anhänger nicht an. Am 21. April 2024 vertiefte sich der innerparteiliche Konflikt, als das Politbüro auf Veranlassung der Sirisena-Fraktion den amtierenden Justizminister Wijeyadasa Rajapakshe zum geschäftsführenden SLFP-Vorsitzenden ernannte, was wiederum die Kumaratunga-Anhänger nicht akzeptieren wollten. Auf deren Veranlassung wurde durch das Distriktgericht in Colombo eine Verfügung gegen Wijeyadasa ausgesprochen, nach der dieser bis zum 8. Mai 2024 nicht das Amt des geschäftsführenden SLFP-Vorsitzenden einnehmen durfte.